# Pierre Chanoux
Pierre Chanoux (Chardonney, fracció de Champorcher, 1828 – La Thuile, 1909) fou un religiós, alpinista i poeta valldostà. Estudià al Seminari d'Aosta i fou ordenat sacerdot el 1855. Després de passar un temps a Châtillon i a Valgrisenche, el 1859 fou nomenat capellà i el 1866 rector de l'hospici del Coll del Petit Sant Bernat.
Alhora, s'apassionà per l'alpinisme, i fou un dels primers afiliats al Club Alpinista Italià, fundat el 1863. Va crear una biblioteca a l'hospici, hi va instal·lar un observatori meteorològic i juntament amb l'abat Joseph-Marie Henry, Henry Correvon i Lino Vaccari va fundar vora el seu hospici un jardí botànic, també conegut com a Chanousia, des d'on s'estudiava la flora alpina, que fou inaugurat el 1897. També va conrear la poesia en francès, i escriví Un souhait de bonheur a déux francès nés auxs somnets des Alpes.